# Gabriel Escobar
Gabriel Narciso Escobar Ayala SDB (ur. 18 czerwca 1971 w Asuncion) – paragwajski duchowny rzymskokatolicki, od 2013 wikariusz apostolski Chaco Paraguayo.

## Życiorys
Święcenia kapłańskie przyjął 10 lutego 2001 w zakonie salezjanów. Pracował w placówkach zakonnych w Concepción i Asunción, był także m.in. kapelanem wojskowym oraz delegatem inspektorii ds. duszpasterstwa młodzieży.
18 czerwca 2013 papież Franciszek prekonizował go wikariuszem apostolskim Chaco Paraguayo i nadał mu biskupstwo tytularne Media. Sakry biskupiej udzielił mu 3 sierpnia 2013 abp Edmundo Valenzuela.